# Команда Алеся Мухина
Кома́нда Але́ся Му́хина — одна из наиболее успешных и титулованных команд телевизионного клуба «Что? Где? Когда?», одна из трех (по состоянию на 2022 год) команд-обладателей главного командного приза клуба – «Хрустальное гнездо». В разное время в составе команды выступали известные игроки телеклуба Илья Новиков, Дмитрий Коноваленко, Ровшан Аскеров, Инна Друзь, Григорий Алхазов, Эльман Талыбов, Николай Крапиль, Станислав Мереминский и другие.

## История
Свою первую игру в телеклубе «Что? Где? Когда?» команда Алеся Мухина провела 15 декабря 2001 года. В дебютном составе команды за игровым столом оказались Дмитрий Коноваленко, Ровшан Аскеров, Михаил Мун, Елена Кисленкова, Анастасия Сигеева и капитан команды Алесь Мухин, которому на тот момент было 25 лет.
В первой своей игре команда одержала победу (6:5), а в финале зимней серии выиграла еще увереннее (итоговый счет 6:2 в пользу знатоков). Лучшим игроком в обоих дебютных игр был признан Ровшан Аскеров, по результатам финальной игры он стал обладателем приза «Хрустальная сова», но в дальнейшем в составе команды Мухина участия в играх не принимал.
В результате постепенной смены состава к 2003 году был сформирован первый постоянный состав команды Мухина: Елена Кисленкова, Инна Друзь, Петр Сухачев, Михаил Левандовский, Илья Новиков и Алесь Мухин. В неизменном составе эта команда просуществовала до 2008 года, когда Инну Друзь сменил Александр Либер. Всего с 2003 по 2008 годы команда провела 20 игр, 11 из которых завершились победой знатоков. Четыре раза (зима 2003, весна 2004, осень 2004 и весна 2007) команда играла в финалах серий (в трех из них одержала победу, в результате чего обладателями «Хрустальной совы» стали Инна Друзь, Алесь Мухин и Илья Новиков).
В 2003 году команда Алеся Мухина стала лучшей командой года и вышла в финал года. Ключевым моментом игры стал вопрос студентки Марии Мельниковой из Москвы о значении скандинавского кеннинга «земля сокола», который выпал при счете 4:5 в пользу телезрителей. По истечении минуты Илья Новиков дал ответ «ветер», после чего сразу дал второй ответ («рука») и остановился на этой версии, которая и оказалась верной. Поскольку по правилам клуба, принимается первый ответ, данный знатоком, ведущий был готов засчитать победу телезрителей, но сама Мария Мельникова приняла решение в пользу знатоков. Игра закончилась победой знатоков, но «Бриллиантовую сову» было решено вручить не кому-то из команды Мухина, а Марии Мельниковой.
В 2009 году состав команды Мухина был значительно обновлен: за игровой стол вернулась Инна Друзь, а остальные четверо игроков (не считая капитана) были новыми для этой команды. Этот состав провел всего две игры в клубе в 2009 и 2010 годах и был распущен.
В 2011 году появился второй постоянный состав команды Мухина. Помимо Ильи Новикова, ранее уже долгое время выступавшего в этой команде, в обновленный состав попали лучшие знатоки телеверсии «Что? Где? Когда?» из других стран – Гюнель Бабаева и Эльман Талыбов из Азербайджана и постоянные участники украинского клуба Анатолий Бугаев и Григорий Алхазов. В 2014 году, из-за аннексии Крыма Россией, команду покинул Анатолий Бугаев, место которого заняла Юлия Архангельская. Всего с 2011 по 2015 годы команда провела 15 игр, в 9 из которых одержала победу. В этот период команда Алеся Мухина 5 раз (лето 2011, лето 2012, лето 2013, лето 2014, весна 2015) играла в финалах серий, три из этих финалов завершились победой знатоков (обладателями «Хрустальной совы» стали Григорий Алхазов, Гюнель Бабаева и Илья Новиков).
В 2014 году второй раз в своей истории команда Алеся Мухина вышла в финал года, в котором снова одержала победу со счетом 6:5. Лучшим игроком финальной игры была признана Юлия Архангельская, но решением магистров и ведущего игры «Бриллиантовую сову», вручаемую лучшему игроку года, получил Илья Новиков.
В 2016 году ключевой игрок команды Илья Новиков не был допущен к игре из-за участия в качестве адвоката в защите Надежды Савченко. В этой связи вся команда Алеся Мухина не принимала участия в играх в 2016 году, а все игроки, кроме Эльмана Талыбова, перешедшего в команду Балаша Касумова, окончательно покинули телеклуб.
В 2017 году был собран третий постоянный состав команды Алеся Мухина. В него вышли яркие представительницы белорусского телеклуба (ведущим которого является сам Алесь Мухин) Вера Рабкина и Дарья Соловей, а также три игрока, ранее имевших опыт участия в московском клубе «Что? Где? Когда?»: Михаил Малкин, ранее игравший за команду Елены Потаниной, Станислав Мереминский, проведший две игры в 2006 году под капитанством Сергея Виватенко, и Николай Крапиль из закончившей свои выступления команды Андрея Супрановича. В 2020 году из-за несогласия с реакцией руководства телеклуба на обвинения знатока Михаила Скипского в домогательствах к несовершеннолетним школьницам клуб покинул Михаил Малкин, его место в команде Мухина занял Денис Лагутин, ранее игравший за команду Алены Повышевой.
В период с 2017 по 2021 годы третий постоянный состав команды Мухина провел в клубе 14 игр, 9 из которых завершились победой знатоков. В двух из этих игр не смог принять участие сам Алесь Мухин – в летней серии 2020 года из-за ограничений, связанных с пандемией коронавируса, за игровым столом оказалась сборная, составленная из игроков команд Мухина и Алены Повышевой, а в зимней серии того же года Алесь Мухин пропустил игру из-за болезни, а в качестве капитана выступил Николай Крапиль. Команда дважды (лето 2019 и лето 2021) принимала участие в финалах серии, одержала в них одну победу («Хрустальная сова» снова была вручена Алесю Мухину).
Третий постоянный состав повторил достижение двух предыдущих и также вышел в финал года, став лучшей командой 2020 года. Третий финал года команды Алеся Мухина снова завершился победой знатоков (на этот раз со счетом 6:4) и в третий раз «Бриллиантовая сова» была вручена не тому знатоку, который был признан лучшим игроком финала (в 2020 году приз лучшему игроку получил Николай Крапиль, а обладателем «Бриллиантовой совы» стал Денис Лагутин). В соответствии с правилами юбилейных сезонов, все игроки команды, одержавшей победу в финале года, также стали обладателями "Хрустальной совы".
На счету этого состава команды Алеся Мухина также есть две победы в раунде «Суперблиц» (правильно ответить в одиночку на три вопроса подряд удалось Станиславу Мереминскому, в зимней серии 2018 года и Николаю Крапилю в летней серии 2021 года). До этого за всю историю команды победа в «Суперблице» была одержана всего один раз (в зимней серии 2014 году это удалось Илье Новикову).
В 2022 году сразу несколько знатоков команды Мухина объявили об отказе от участия в играх на Первом канале. В сезоне 2022 года команда Мухина участия в играх клуба не принимала.
В третьей игре летней серии 2023 года дебютировал новый состав команды. В него вошли обладатели "Бриллиантовой совы" магистр Александр Друзь и Борис Левин, а также три дебютанта клуба - Сергей Гаврицкий, Юлия Уварова и Александр Староказников.  

## Статистика выступлений (2001-2021)
Всего хотя бы 3 игры в составе команды Алеся Мухина провел 21 знаток.
| Знаток                | Игр | Побед | % побед | Лучший игрок | Хрустальная сова | Бриллиантовая сова |
| --------------------- | --- | ----- | ------- | ------------ | ---------------- | ------------------ |
| Алесь Мухин           | 59  | 32    | 54%     | 8            | 3                | 0                  |
| Илья Новиков          | 35  | 20    | 57%     | 16           | 2                | 1                  |
| Елена Кисленкова      | 28  | 16    | 57%     | 0            | 0                | 0                  |
| Михаил Левандовский   | 25  | 14    | 56%     | 0            | 0                | 0                  |
| Петр Сухачёв          | 22  | 12    | 55%     | 1            | 0                | 0                  |
| Инна Друзь            | 21  | 11    | 52%     | 4            | 1                | 0                  |
| Гюнель Бабаева        | 15  | 9     | 60%     | 1            | 1                | 0                  |
| Григорий Алхазов      | 15  | 9     | 60%     | 1            | 1                | 0                  |
| Станислав Мереминский | 14  | 9     | 64%     | 4            | 1                | 0                  |
| Николай Крапиль       | 14  | 9     | 64%     | 5            | 1                | 0                  |
| Эльман Талыбов        | 14  | 9     | 64%     | 1            | 0                | 0                  |
| Дарья Соловей         | 13  | 8     | 62%     | 0            | 1                | 0                  |
| Вера Рабкина          | 13  | 8     | 62%     | 2            | 1                | 0                  |
| Анатолий Бугаев       | 11  | 5     | 45%     | 3            | 0                | 0                  |
| Денис Лагутин         | 7   | 5     | 71%     | 1            | 1                | 1                  |
| Михаил Малкин         | 7   | 4     | 57%     | 0            | 0                | 0                  |
| Юлия Архангельская    | 6   | 4     | 67%     | 1            | 0                | 0                  |
| Михаил Мун            | 6   | 4     | 67%     | 1            | 1                | 0                  |
| Дмитрий Коноваленко   | 5   | 4     | 80%     | 1            | 1                | 0                  |
| Александр Либер       | 3   | 1     | 33%     | 0            | 0                | 0                  |
| Вадим Карлинский      | 3   | 2     | 67%     | 0            | 0                | 0                  |